# Тибс (Илиноис)
Тибс (енгл. Thebes) град је у америчкој савезној држави Илиноис.

## Демографија
По попису из 2010. године број становника је 436, што је 42 (-8,8%) становника мање него 2000. године.
| Група             | 2000.       | 2010.       |
| Белци             | 416 (87,0%) | 323 (74,1%) |
| Афроамериканци    | 51 (10,7%)  | 84 (19,3%)  |
| Азијати           | 1 (0,2%)    | 0 (0,0%)    |
| Хиспаноамериканци | 1 (0,2%)    | 16 (3,7%)   |
| Укупно            | 478         | 436         |